# Лусил Бол
Лусил Дезире Бол (енгл. Lucille Désirée Ball; Џејмстаун, 6. август 1911 — Лос Анђелес, 26. април 1989) била је америчка комичарка, модел и филмска, телевизијска и позоришна глумица.